# Parsteinsee
Parsteinsee  est une commune de l'arrondissement de Barnim, dans le Land de Brandebourg, en Allemagne. Sa population s'élevait à 543 habitants en 2013.